# Пястные кости
Пястные кости (лат. ossa metacarpi) — пять коротких трубчатых костей кисти, лучами отходящих от запястья. Нумерация пястных костей соответствует нумерации сочленяющихся с ними пальцев. В пястных костях различают основание (лат. basis), тело (лат. corpus) и головку (лат. caput).
Утолщенный проксимальный конец пястной кости называется её основанием. Пястная кость сочленена как с дистальным рядом костей запястья, так и с соседними пястными костями. Тело пястной кости (её основная часть) имеет несколько изогнутую к тылу форму, содержит питательный канал (лат. canalis nutricius), открывающийся с ладонной стороны кости питательным отверстием (лат. foramen nutricium). Головка (дистальный эпифиз) пястной кости шаровидная, её суставная поверхность несколько возвышена с ладонной стороны.